# Anoba biangulata
Anoba biangulata là một loài bướm đêm trong họ Erebidae.